# 하동 쌍계사 불경 책판
하동 쌍계사 불경 책판(河東 雙磎寺 佛經 冊板)은 경상남도 하동군 화개면, 쌍계사에 있는 불경 책판이다. 
1979년 12월 29일 경상남도의 유형문화재 제185호 쌍계사 소장 불경책판으로 지정되었다가, 2018년 12월 20일 현재의 명칭으로 변경되었다.

## 개요
이 불경책판들은 경남 하동군의 쌍계사에 소장된 것으로, 모두 33종 1,743판이다. 쌍계사에는 해인사 다음으로 많은 경판들이 소장되어 있다.
이 목판들은 육조 현능대사의 가르침을 받은 제자들이 기록하여 만든 것으로 국내 유일본이며, 정확한 간행연도는 알 수 없지만 선조 36년(1603) 경에 간행된 것으로 추정된다.
쌍계사의 말사인 능인암에서 간행하여 쌍계사로 옮겨온 것이 주류를 이루고 있으며, 쌍계사 본사에서 간행한 것과 승려문집도 있다.

## 현지 안내문
화엄전은 쌍계사 불경 목판을 보관한 전각이다. 불경목판은 1603년에서 1903년까지 여러 차례 제작된 것이다. 수량은 불경과 불교 관련 서적 등으로 총 36종 1,743매이다.우리나라에서 쌍계사는 해인다 다음으로 많은 경판을 보관하고 있는 셈이다.
쌍계사의 말사인 능인암에서 간행하여 쌍계사로 옮겨온 것이며, 나머지는 쌍계사 본사와 국사암, 칠불암 등에서 간행한 것이다. 능인암판은 대부분 1603녀~1604년에, 국사암판은 1903년에 간행되었으며 그 나머지 것들은 17세기와 18세기에 간행되었다. 쌍계사 화엄전에 보관된 불경 목판은 쌍계사의 오랜 역사와 함께하여 400여년에 걸친 목판의 변천사를 보여준다.
한편 국보 제47호 《하동 쌍계사 진감선사탑비》가 훼손되어 있지만 1726년(영조 2)의 유당신라국지리산쌍계사교시진감선사비명병서음각판의 목판이 있음으로 그 내용을 온전히 파악할 수 있다. 쌍계사 불경 목판을 통해 각 시기 많이 읽힌 불경의 종류와 당대를 살았던 고승의 자취를 느낄 수 있다는 점에서 우리 불교 문화유산의 가치를 더해준다.

## 참고 문헌
- 하동 쌍계사 불경 책판 - 국가유산청 국가유산포털